# Distrito de Ayauca

La Provincia de Yauyos en el Departamento de Lima, Perú.

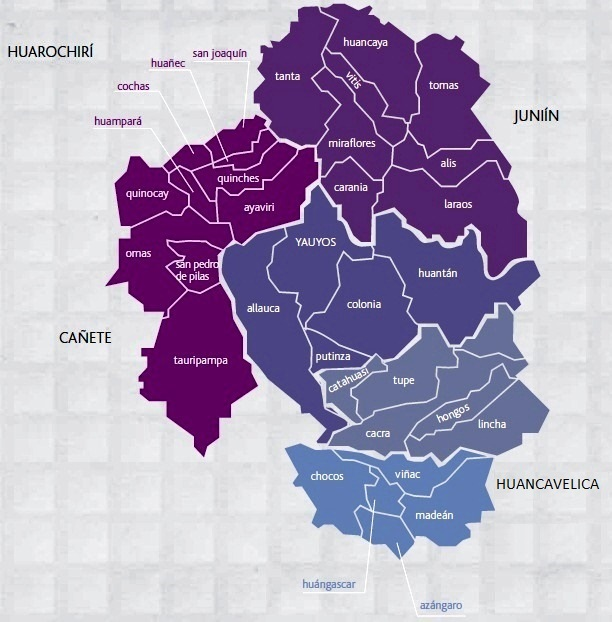
La provincia de Yauyos y sus 33 distritos.

El Distrito de Allauca , uno de los  treinta y tres distritos que conforman la Provincia de Yauyos, perteneciente al Departamento de Lima, en el Perú  y bajo la administración del Gobierno Regional de Lima-Provincias. 
Desde el punto de vista jerárquico de la Iglesia católica, forma parte de la Prelatura de Yauyos.

## Historia
Originalmente el distrito es creado con el nombre de Ayauca mediante Ley Regional N° 224 de 16 de agosto de 1920, en el gobierno del Presidente Augusto Leguía. Luego mediante Ley N° 28953 del 12 de enero de 2007 se rectifica su nombre a Allauca

## Geografía
Abarca una superficie de 438,79 km².  

## Capital
La capital de este distrito es la ciudad de Ayauca, ubicada a 3 151 m s. n. m.

## División administrativa

### Centros poblados
- Urbanos
  - Allauca, pueblo con 283 hab.
  - Chicchicay, caserío con 598 hab.
  - Aucampi, C.P. con 287 hab.
  - Picamaran, anexo con 125 hab.
  - Capillucas, caserío con 88 hab.
  - Concubay, caserío con 80 hab.
  - Calachota, caserío con 66 hab.
  - Quiriman, Caserío con 54 hab.

## Autoridades

### Municipales
- 2019 - 2022
  - Alcalde: Freddy Moisés Soriano Leandro. Movimiento Todos por el Cambio.
- 2015 - 2018[3]
  - Alcalde: Venancio Esteban Quispe Toribio, Partido Popular Cristiano (PPC).
  - Regidores: Jhoan Kennedy Toribio Contreras (PPC), Jhoan Kennedy Toribio Contreras (PPC), Mirtha Maribel Saavedra Balbín (PPC), Hugo Armando Fermín Contreras (PPC), Luis Milder Sierra Sandoval (PPC), Digalmar Gilmar Torres Agüero (Justicia y Capacidad).
- 2011 - 2014[4]
  - Alcalde: Freddy Herline Zavala Gago, Partido Popular Cristiano (PPC).
  - Regidores: Venancio Esteban Quispe Toribio (PPC), Félix Rossine Ramos Rodríguez (PPC), Vicitación Vidal Cabello Arteaga (PPC), Ritta Gaby Gaspar Casavilca (PPC), Leonardo Saúl Torres Suárez (PAP).
- 2007 - 2011
  - Alcalde: Tomasa Hernández Morales, Partido Aprista Peruano.
- 2003 - 2006
  - Alcalde: Julián Quispe Quispe, Movimiento independiente Yauyos eres Tú.
- 1999 - 2002
  - Alcalde: Teodoro Marcelo Chávez, Movimiento independiente Allauca.
- 1996 - 1998
  - Alcalde: César Pedro Quispe Salazar, Lista independiente N° 5 Yauyos 95.
- 1993 - 1995
  - Alcalde: Seferino Quispe Torres, Lista independiente Movimiento independiente por el Progreso y Desarrollo de Allauca.
- 1991 - 1992
  - Alcalde: Luis Eriberto Sandoval Quispe, Movimiento Social Independiente.
- 1990 - 1992
  - Alcalde: Pablo Landeón Gaspar, FREDEMO.
- 1987 - 1989
  - Alcalde: Marcos Enrique Galván Quispe, Partido Aprista Peruano.
- 1984 - 1986
  - Alcalde: Antonio Varillas Aguilar, Partido Acción Popular.
- 1981 - 1983
  - Alcalde: Antonio Varillas Aguilar, Partido Acción Popular.

### Policiales
- Comisaría de Ayauca
  - Comisario: Mayor PNP  .[5]

### Religiosas
- Prelatura de Yauyos[6]
  - Obispo Prelado: Mons. Ricardo García García.[7]
- Parroquia Santo Domingo, Yauyos[8]
  - Párroco: Pbro. Edgar Julio Romero Basurto
  - Vicario parroquial: Pbro. José María Melgarejo Ordoñez.

## Educación

### Instituciones educativas
- I.E. N° 20686 "San Martin" - Aucampi
- I.E. N.º 20683 Santo Domingo de Allauca (primaria y Secundaria)

## Festividades
- Febrero
  - 2: Virgen de la Candelaria.
- Agosto
  - 4: Virgen de la Asunción.
- Octubre
  - 7: Virgen del Rosario.
- Noviembre
  - 11: San Martín Obispo.